# Белоклюн кълвач
Белоклюният кълвач (Campephilus principalis) е вид птица от семейство Picidae. Видът е критично застрашен от изчезване.

## Разпространение
Разпространен е в Куба и САЩ.